# 오키 사토루
오키 사토루(일본어: 大木 暁, 1992년 12월 8일 ~ )는 일본의 전 축구 선수이다.

## 구단 경력
그는 2015년부터 2017년까지 J리그의 도쿄 베르디, AC 나가노 파르세이루에서 활동하였다.